# Volkmar Brandt
Volkmar Brandt (* 20. April 1938 in Magdeburg) ist ein deutscher Gebrauchsgrafiker und Typograf.

## Leben und Werk
Brandt studierte bis 1962 Gebrauchsgrafik an der Hochschule für Grafik und Buchkunst Leipzig. Für seine Diplomarbeit gestaltete er ein von Armin Zoll illustriertes Buch mit Gedichten von Joachim Ringelnatz.
Nach dem Studium arbeitete Brandt bis 1965 als Grafiker beim Progress-Filmvertrieb. Er lebt seit 1963 in Brieselang. Von 1965 bis 1968 war er künstlerischer Leiter des Dietz Verlags Berlin. Mehrere von ihm gestaltete Bücher wurden im Wettbewerb Schönste Bücher der DDR ausgezeichnet, einige fanden international Anerkennung. Neben der Buch- und Schriftgestaltung entwarf Brandt u. a. von 1961 bis 1974 sechsundzwanzig Filmplakate.
Ab 1968 arbeitete Brandt in Brieselang freischaffend als Gebrauchsgrafiker. Zu seinen wichtigsten Aufträgen gehörte in der DDR die Gestaltung der Ausstellungsstände der Kombinate des Maschinenbaus der DDR auf der Leipziger Messe.
Brandt war bis 1990 Mitglied des Verbands Bildender Künstler der DDR. 1984 erhielt er die Johannes-R.-Becher-Medaille.
Nach der deutschen Wiedervereinigung war Brandt als Werbegrafiker weiter erfolgreich.
Brandt ist mit der Werbegrafikerin Karin Brandt verheiratet.

## Werke (Auswahl)

### Gestaltung von Büchern des Dietz-Verlags
- Geschichte der deutschen Arbeiterbewegung (1966)
- Die Familie Marx in Briefen (1966)
- Edwin Hoernle. Zum Bündnis zwischen Arbeitern und Bauern (1972)
- Karl Marx, Friedrich Engels: Manifesto del Partido Comunista. Mit 11 Holzschnitten von Frans Masereel (1977)

### Filmplakate
- Der Mord, der nie verjährt (1968)[3]
- Zeit zu leben (1969)[4]

### Weiteres
- Typografischer Entwurf der Gedenktafel zum Zusammentreffen der 1. Belorussischen Front und der 1. Ukrainischen Front im Raum Ketzin 1945 (1975; Ketzin, Marktplatz)[5]
- Entwurf des Wappens von Brieselang (2005)[6]

## Teilnahme an zentralen und wichtigen regionalen Ausstellungen in der DDR (unvollständig)
- 1967/1978, 1972/1973 und 1977/1978: Dresden, VI. Deutsche Kunstausstellung und VII. und VIII. Kunstausstellung der DDR
- 1970: Berlin, Altes Museum („Im Geiste Lenins“)
- 1983 und 1989: Potsdam, Bezirkskunstausstellungen
- 1984: Nauen („Künstler des Kreises Nauen“)